# Cortapezas
Cortapezas (llamada oficialmente Santa María de Cortapezas) es una parroquia y una aldea española del municipio de Puertomarín, en la provincia de Lugo, Galicia.

## Organización territorial
La parroquia está formada por ocho entidades de población, constando siete de ellas en el nomenclátor del Instituto Nacional de Estadística español:

### Entidades de población
Entidades de población que forman parte de la parroquia:
- A Eirexe
- A Estrada
- Carreiroás
- Cortapezas
- O Alto do Valiño
- Zazar

### Despoblados
Despoblados que forman parte de la parroquia:
- Os Montes
- Reboredo

## Demografía

### Parroquia
| Gráfica de evolución demográfica de Cortapezas (parroquia) entre 2000 y 2020 |
|                                                                              |
| Datos según el nomenclátor publicado por el INE.                             |

### Aldea
| Gráfica de evolución demográfica de Cortapezas (aldea) entre 2000 y 2020 |
|                                                                          |
| Datos según el nomenclátor publicado por el INE.                         |